# Данило Остојић
Данило Остојић (Београд, 11. мај 1996) је српски кошаркаш. Игра на позицији крила.

## Биографија
Остојић је поникао у млађим категоријама клуба Земун, а у јуниоре Црвене звезде стигао је у августу 2013. године. Са црвено-белима је 2014. године освојио Јуниорски турнир Евролиге. Дана 22. маја 2014. потписао је и професионални уговор са Звездом, али је одмах прослеђен на позајмицу ФМП-у. У ФМП-у је провео пуне две сезоне, а за Звездин први тим никада није ни заиграо. У сезони 2016/17. играо је за ваљевски Металац. Сезону 2017/18. провео је у екипи Вршца. Од 2018. до 2020. је наступао за Динамик.
Са јуниорском репрезентацијом Србије је 2014. године освојио сребрну медаљу на Европском првенству.

## Успеси

### Клупски
- Црвена звезда:
  - Јуниорски турнир Евролиге (1): 2014.

### Репрезентативни
- Европско првенство до 18 година:  2014.